# Sartrouville
Sartrouville is een Franse gemeente in het departement Yvelines. De gemeente telde 51.570 inwoners op 1 januari 2022. Hiermee is het qua inwoneraantal de op een na grootste gemeente van het departement. Sartrouville ligt op de rechteroever van de Seine, in de agglomeratie van Parijs, op 15 km ten noordwesten van het centrum van Parijs.
Er is een vereniging voor triatlon gevestigd, die internationaal bekend is.
Er ligt station Sartrouville, aangesloten op de RER en de Transilien.

## Geschiedenis
De gemeente is na de Franse Revolutie opgericht door het samenvoegen van het dorp Sartrouville en het gehucht La Vaudoire. Sartrouville ontwikkelde zich rond de kerk Saint-Martin, die werd gebouwd in 1009 op een heuvel boven de Seine. Het dorp was eerst een bezit van de tempeliers en daarna van de benedictijner abdij van Argenteuil. La Vaudoire en zijn kasteel waren een bezit van achtereenvolgens de heren van Maisons-Laffitte en van Poissy, en vervolgens van de Franse koning. Tot de Eerste Wereldoorlog was Sartrouville een landbouwgemeente. Halfweg de 19e eeuw bestond 58% van de oppervlakte van de gemeente uit wijngaarden. Tussen 1923 en 1956 was er een fabriek voor watervliegtuigen van de firma CAMS (Chantiers Aéro-maritimes de la Seine). Er waren ook scheepswerven.

## Geografie
De oppervlakte van Sartrouville bedroeg op 1 januari 2022 8,46 vierkante kilometer; de bevolkingsdichtheid was toen 6.095,7 inwoners per km². De gemeente ligt in het noordelijk deel van de Boucle de Montesson, een grote meander in de Seine.
De onderstaande kaart toont de ligging van Sartrouville met de belangrijkste infrastructuur en aangrenzende gemeenten.

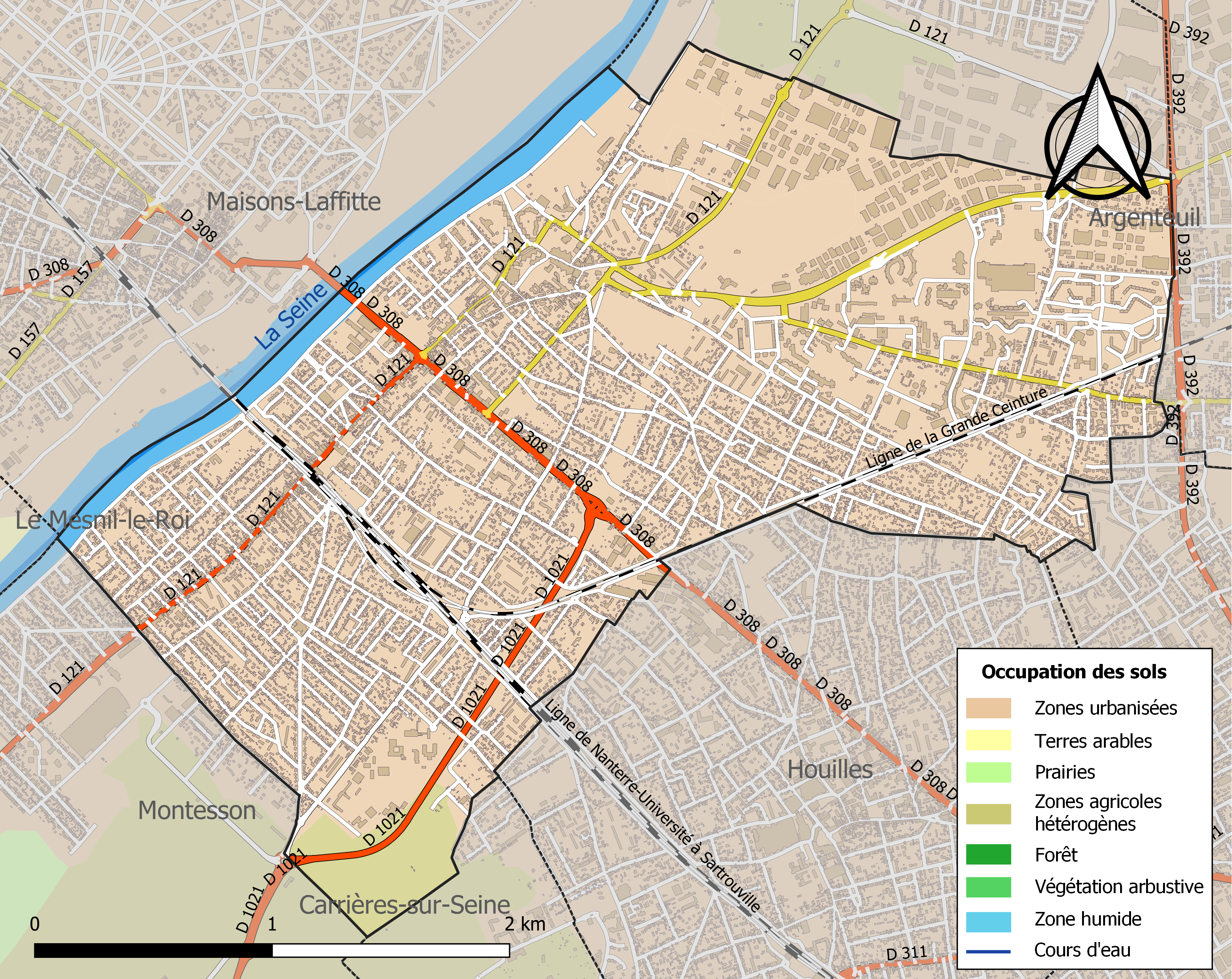

## Demografie
Op 1 januari 2022 telde Sartrouville 51.570 inwoners.
Onderstaande figuur toont het verloop van het inwonertal, bron: INSEE-tellingen. 

## Stedenband
- Kallithea, sinds 1988
- Paços de Ferreira, sinds 1996
- Waldkraiburg, sinds 1997

## Geboren
- Joseph Laurent Demont (1747-1826), generaal
- Pascal Lino (1966), wielrenner
- Justin Jules (1966), wielrenner
- Maxime Barthelmé (1988), voetballer

## Websites
- (fr)  Statistische informatie op de website van INSEE